# Christoph von Stadion
Christoph von Stadion (Schelklingen, marzo 1478 – Norimberga, 15 aprile 1543) è stato un umanista e vescovo cattolico tedesco, fiero oppositore di Martin Lutero.

## Biografia
Studiò a Tubinga e a Friburgo completando i propri studi in Italia, a Bologna e a Ferrara. Svolse in Germania una brillante carriera ecclesiastica divenendo nel 1517 vescovo di Augusta.
Si distinse per la attività di mediazione tra cattolici e luterani e per i suoi sforzi per l'elevazione morale del clero del suo tempo.
Importante esponente del movimento umanista tedesco dell'epoca, sostenitore del movimento spirituale della devotio moderna, fu amico di Erasmo da Rotterdam.

## Genealogia episcopale e successione apostolica
La genealogia episcopale è:
- Vescovo Otto von Sonnenberg
- Vescovo Friedrich von Zollern
- Vescovo Ruprecht von Pfalz-Simmern
- Vescovo Gabriel von Eyb
- Vescovo Christoph von Stadion

La successione apostolica è:
- Vescovo Christoph Marschalk zu Pappenheim (1536)
- Vescovo Moritz von Hutten (1542)